# 4-フェニルピペリジン
4-フェニルピペリジン(4-phenylpiperidine)は、化学式がC11H15Nの有機化合物である。ピペリジンの4位にベンゼンが置換した構造をしている。関連化合物に、環の間にメチレン基が挿入した4-ベンジルピペリジンがある。
4-フェニルピペリジンはペチジン（メペリジン）、ケトベミドン、アルビモパン、ロペラミド、ジフェノキシレートおよびハロペリドールなどオピオイド亜種の基本骨格になっている。